# Marcin Gębka
Marcin Gębka (ur. 8 kwietnia 1974 w Myszkowie) – polski kolarz szosowy, reprezentant Polski.

## Kariera sportowa
Był zawodnikiem Pekaes Lang Rover Legia Warszawa (1993–1994), LKS Myszków (1995), Policyjnego Klubu Sportowego Katowice (1996), Weltouru Sosnowiec (1997), Mróz (1998–1999), Mat-CCC (2000–2001), Weltouru-Katowice (2002–2003), DHL - Author (2004–2006), Dynatek (2007) i ponownie Mróz-Action-Uniqa (2008).
W 1992 zdobył wicemistrzostwo świata juniorów w wyścigu drużynowym na 70 km. W 1994 wystąpił w mistrzostwach świata seniorów w wyścigu drużynowym na 100 km, zajmując z polską drużyną 7. miejsce. W tej samej konkurencji zdobył też brązowy medal wojskowych mistrzostw świata w 1994.
W 2005 został wicemistrzem Polski w indywidualnym wyścigu szosowym ze startu wspólnego. Trzykrotnie brał udział w Wyścigu Pokoju (1995 – 49 m., 1997 – 81 m. i wygrany etap, 1999 – 75 m.). W 2001 nie został dopuszczony do startu w tym wyścigu w związku z podwyższonym poziomem hematokrytu. Wielokrotnie startował także w Tour de Pologne, dwukrotnie wygrywając klasyfikację na najaktywniejszego kolarza (2000 i 2001).
Specjalizował się w wyścigach klasycznych oraz w końcówkach sprinterskich etapów, wygrywał je m.in. w Österreich-Rundfahrt (1995), Wyścigu Pokoju (1997), Vuelta a la Argentina (1999), Wyścigu Bałtyk-Karkonosze (3 x w 2002, 1 x w 2003, 2 x w 2004, 1 x w 2005, 1 x w 2007), Wyścigu Solidarności (2002, 2004 i 2005), Wyścigu dookoła Mazowsza (2002), Wyścigu dookoła Japonii (2008). W 2003 zwyciężył w wyścigu Szlakiem Walk Majora Hubala, a w 2006 był najlepszy w Wyścigu o Puchar Ministra Obrony Narodowej. Wielokrotnie zajmował miejsca na podium etapów takich wyścigów jak Tour de Langkawi, Tour de Pologne, Tour de l'Eurométropole, Tour de Wallonie czy Ronde van Zweden.